# 山中幸盛・品川将員の一騎討ち
山中幸盛・品川将員の一騎討ち（やまなかゆきもり・しながわまさかずのいっきうち）は、永禄8年9月（1565年9月）に、月山富田城下の富田川の中州（現在の島根県安来市広瀬町）で行われた、山中幸盛と益田家の侍大将品川将員の一騎討ちの戦いである。戦った場所が中州であったため、別名「川中島の一騎討ち」とも呼ばれる。この戦いの結果は、幸盛が将員を討ち取り勝利した。

## 一騎討ちまでの経緯
永禄8年（1565年）、毛利氏は尼子氏を滅ぼすため、尼子氏の居城である月山富田城を攻撃する。堅固な城と尼子軍の奮戦により戦いが長引く中、武名を挙げたいと願っていた毛利軍の益田藤兼配下の品川将員は、武勇にすぐれた尼子軍の将、山中幸盛を一騎討ちにより討ち勝つことを決心する。
同年9月、将員は幸盛に勝つため、自らの名を「棫木狼之介勝盛（たらぎおおかみのすけかつもり）」と改めると、月山富田城下で幸盛に一騎討ちを申し込む。幸盛もこれを承諾し、城下にある富田川の中州（川中島）で勝負することを決める。
この一騎討ちは、毛利軍・尼子軍の兵が富田川を挟んで対峙し、両陣営の見守るなかで行われた。

## 一騎討ち
一騎討ちは、幸盛が将員を討ち取り勝利する。戦いの詳細については、史料により異同がある。

### 『雲陽軍実記』 天正8年（1580年）成立
幸盛が先行して川に飛び込み、将員は幸盛が川の途中まで渡ったところで川に飛び込み、決闘の場所へと向かった。
将員は大弓に矢をつがえて川を渡ろうとしたため、尼子軍の将、秋上伊織介（秋上宗信）、五月早苗介、藪中荊之助は「一騎討ちの戦いに飛び道具を使用することは、臆病者の所業だ。お互いに名乗りを上げての勝負なので、太刀による打ち合いで行うべきだ」と大声を上げ抗議した。しかし、将員はその声を無視してそのまま30間（約550m～640m）ばかり川を渡っていったため、たまりかねた宗信は、弓に大雁股の矢をつがえて解き放ち、将員の弓の弦（つる）を切り落とした。
攻撃を阻止されたため将員は怒り、壊された弓矢を投げ捨て中州に上がると、大太刀を抜いて幸盛に切りかかった。対する幸盛も太刀を抜いてそれに応じ、太刀打ちの勝負となった。一時（2時間）余り戦うと、しだいに幸盛の力量が勝り、将員は受け太刀となり追い詰められた。太刀打ちの勝負に不利を感じた将員は「取っ組み合いで勝負を決めよう」と幸盛に提案し、幸盛もそれに応じたため、勝負は組討へと変更になった。
組討勝負は、力で圧倒する将員が勝り、将員が幸盛を組み伏せる。しかし、組み伏せられた幸盛が、下から腰刀により将員の太股を2回抉り、弱った将員を跳ね返してその首を切り討ち取ったため、幸盛の勝利となった。幸盛は「石見の国より出でたる狼を、出雲の鹿が討ち取った。もとより棫の木（タラノキ）は好物なり。我に続け」と叫びながら味方の陣に帰還した。
この勝利に尼子軍の兵が勝どきを上げると、対峙していた毛利軍の兵約500人は大いに歯噛みをし、「味方を目の前で討たれて、このままにして帰ることはできない。幸盛を逃がすな」と言って、尼子軍めがけて攻撃を仕掛けた。これに対し尼子軍は弓矢で応戦するも、毛利軍は怯まず川の真中まで進軍した。しかし、本丸より立原久綱率いる2・300人の兵が尼子軍に参戦し、鉄砲隊100名による攻撃を行うと、毛利軍は10人ばかりの死傷者を出し撤退した。また、この戦いで幸盛も敵の弓矢に鎧を3矢射られ負傷した。

### 『太閤記』 寛永3年（1626年）成立
決闘の場所へ向かうため、幸盛と将員は川に入り進み、両者の距離が間近に迫ると、将員は矢で幸盛を射ようとした。しかし、遠くからこれを見ていた尼子軍の将、岸左馬進が、1矢によって将員の弓の鳥打を射り折ったため、失敗に終わった。
弓を壊された将員は刀を抜き、幸盛と太刀による勝負を行う。太刀による戦いは幸盛の力量が勝り、将員は右手の斜め上部を切られ負傷する。将員は傷を負いながらも、力では幸盛に勝っていたため、幸盛を引き寄せ取っ組み合いの勝負へと持ち込んだ。
組討の勝負は、お互いに上下になって争っているうちに、幸盛が脇差で将員を突き刺し、2、3回えぐって将員に傷を負わせた。このとき、対する将員も、あおむけに体を反らせて太刀を払い、幸盛の向こう脛（むこうずね）を切り裂き、幸盛を負傷させた。
将員劣勢と見た毛利軍は「将員を討たすな、皆続け」と言って軍を進めたため、対する尼子軍も幸盛を助けるため川に入り進軍しようとした。しかし、時をおかずして幸盛が将員を討ち取り、その首を捕ってさし上げると、尼子軍がこれに気を得て「ドッ」と凱歌を挙げて引いたため、毛利軍も気を失って軍を引き上げた。

### 『陰徳太平記』 元禄8年（1695年）成立
幸盛がただ1人で川を渡ってくると、将員もただ1人で川の中に飛び入り進んでいった。両者の距離が30間（約550m～640m）ばかりに迫ると、将員は、大弓に3尺（約90cm）あまりの雁股の矢をつがえて幸盛を射ようとした。しかし、後から幸盛に付いてきた秋上伊織助（秋上宗信）が矢を放ち、将員の持つ弓の弦の真ん中を射切ったため、失敗に終わった。
攻撃を阻止され激怒した将員は、弓矢を投げ捨て小太刀を抜いて幸盛に切りかかり、幸盛も大太刀を抜いて受けたため、太刀打ちによる勝負となった。太刀による戦いは将員の力量が勝り、幸盛は圧倒され追い詰められる。しかし、近くにいた宗信が将員の後ろに回り込み、袈裟懸けに将員を斬りつけると形勢が逆転する。
肩を大きく切られた将員はうつ伏せに倒れ、やがて幸盛に組み伏せられ首を取られてしまう。勝利した幸盛であったが、幸盛もまた将員に膝をしたたかに斬りつけられ深手を負っていた。そのため、幸盛は従者の肩を借りて本陣へ帰る必要があった。
将員が討たれたため、益田の兵300人と見物していた数多の毛利軍は口惜しく思い、一体となって尼子軍を攻撃する。しかし、対する尼子軍は1戦もせずに退却した。幸盛も討たれそうになったが、宗信の計らいにより民家に隠し置かれ、宗信が別人を肩にかけて逃げたため助かることができた。

## その後の影響

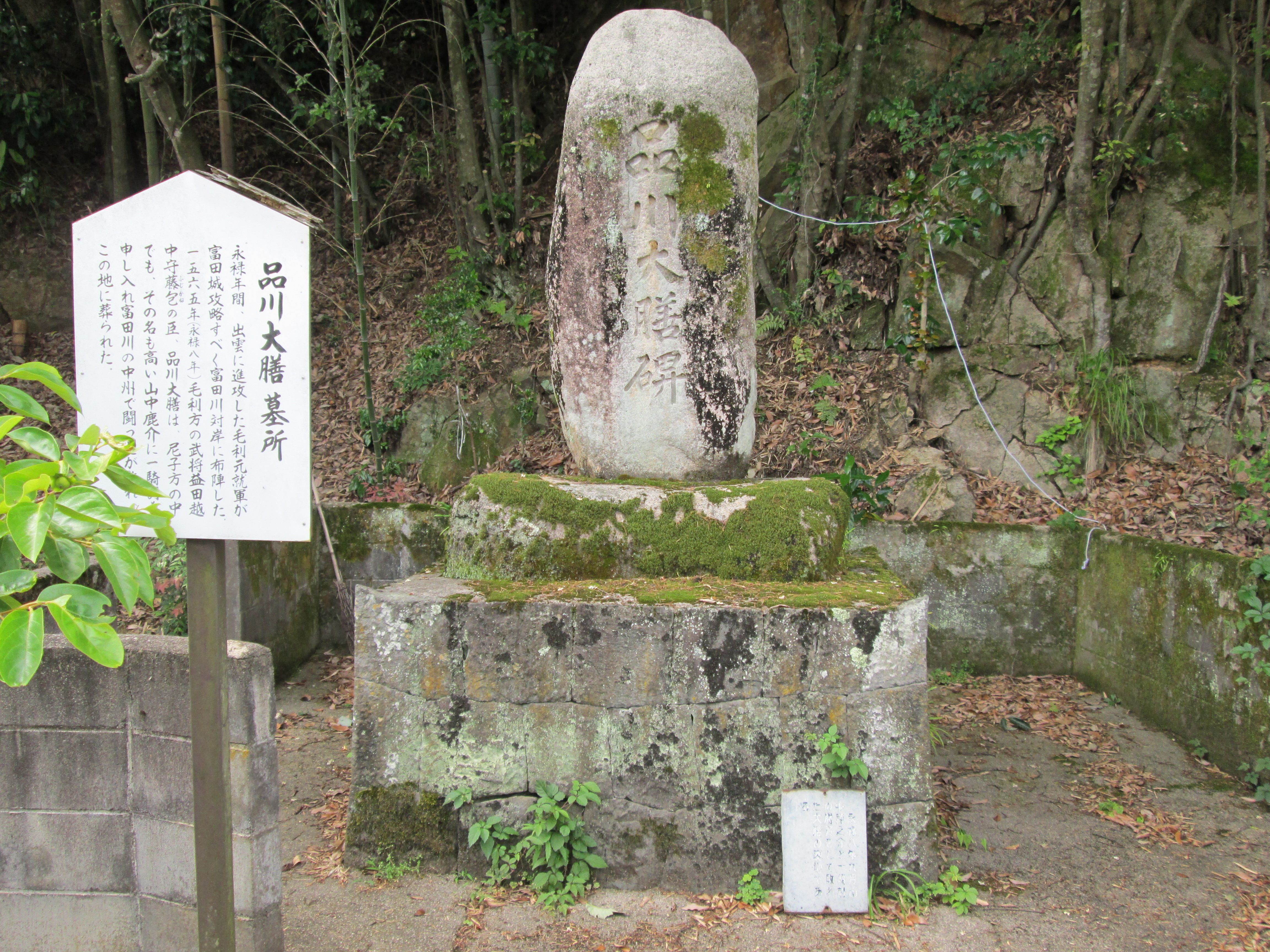
島根県安来市広瀬町に建つ品川将員の墓

この一騎討ちの戦いは、幸盛の武名を上げ、尼子軍の威勢を高めることになったが、全体の戦況に影響するものではなかった。その後、尼子氏は減衰を続け、永禄9年11月21日（1567年1月1日）に毛利軍に降伏し滅亡する。